# Храм спаса народа
Храм спаса народа (рум. Catedrala Mântuirii Neamului) је пројект за православну цркву у Букурешту у Румунији.
То је највиша и највећа (по запремини) православна црква на свету. Својом висином од 135 m надмашује за готово 31 m храм Христа Спаситеља у Москви (103,4 m), некадашњи највиши православни саборни храм на свету. Са унутрашњом запремином од 323.000 m³, храм Спаса народа налази се испред Исакијевског храма у Санкт Петербургу (260.000 m³), који је био претходна највећа (као запремина) православна црква у света. А са унутрашњом површином од 6.100 m², храм Спаса народа је друга највећа православна црква у свету (по површини) после Исакијевског храма у Санкт Петербургу (7.000 m²).
Катедрала Спаса народа има другу највишу куполу на свету (105 m изнутра и 127 m напољу) након базилике Светог Петра у Риму и трећа је највиша црква с куполама (и уопште зграда куполе) у свету.
Пројект и пре свега могућа позиција цркве биле су предмет жестоких дискусија у Румунији. Тренутни пројект показује архитектонске детаље свих румунских провинција и територија. За локацију храма изабран је трг јединства у Букурешту, румунски Piaţa Unirii.
Храм ће служити исто као саборна црква патријарха Румунске православне цркве.

## Историја
Први планови за једну нову саборну цркву у Букурешту настали су још крајем 19. века. После Првог светског рата и уједињена Румуније покренути су први пројекти, али су Други светски рат и затим комунистичка власт спречили даље остварење.
1990-их оживела је идеја за нову саборну цркву. Теоктист, тадашњи патријарх Румунске православне цркве, предлагао је храм у димензијама сличним храму Светог Саве у Београду. 2004 је румунска народна скупштина прихватила и одобрила пројект нове цркве, са чијом градњом се треба почети 2010.

## Архитектура
Висина храма је предвиђена са 127 m без и са око 135 m са крстом, у правцу исток-запад треба да протеже 126 m, а у правцу север-југ 68 m. Храм Спаса народа треба да прими око 7.000 верника.